# 벅 존스

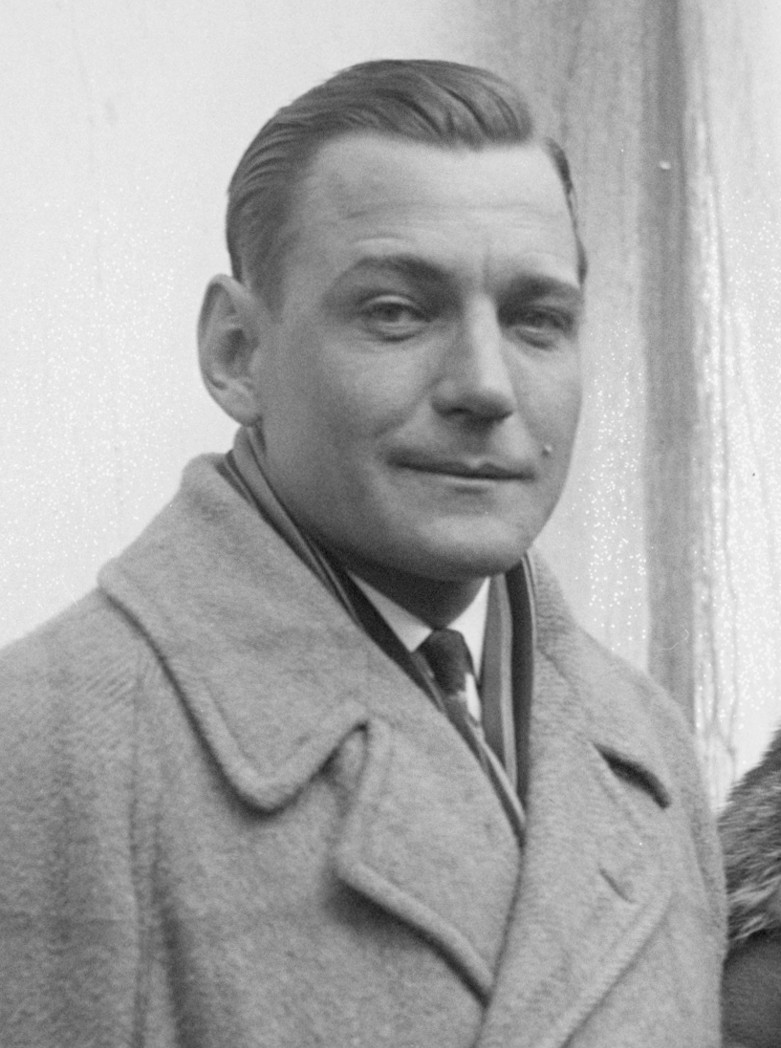

벅 존스(Buck Jones, 1891년 12월 12일 ~ 1942년 11월 30일)는 미국의 배우이다.
보스턴에서 사망하였다.

## 영화
- 돈 온 더 그레이트 디바이드 (1942년)
- 돈 트레일 (1930년)
- 레이지본즈 (1925년)
- 친구 사이 (1920년)